# NGC 1479
Coordenadas:  03h 54m 20.4s, −10° 12′ 31″
NGC 1479 é um objeto existente na constelação de Eridanus. O objeto celeste foi descoberto em 1886 pelo astrônomo norte-americano Frank Muller.